# Altthymen
Altthymen ist ein Straßendorf und Ortsteil der Stadt Fürstenberg/Havel. Die Siedlung liegt unweit der Grenze zu Mecklenburg-Vorpommern in einer waldreichen Umgebung. In Altthymen leben 115 Einwohner (Stand 31. Dezember 2014) auf einer Fläche von 9,01 km².

## Geschichte

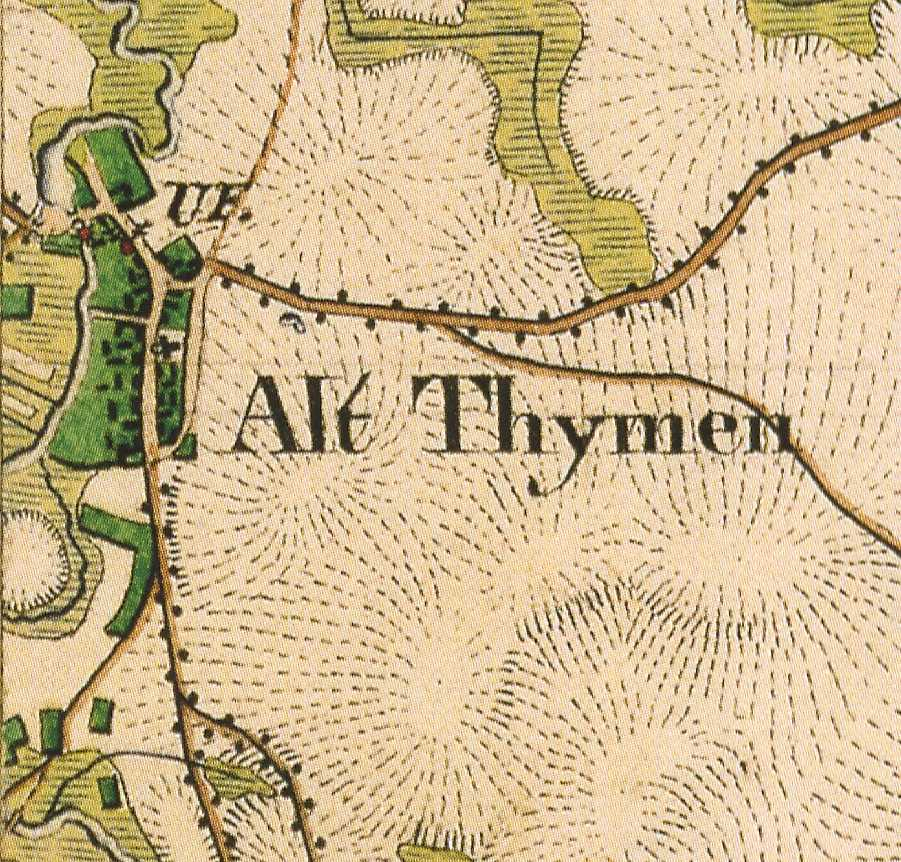
Altthymen auf einem Messtischblatt der Preußischen Uraufnahme von 1825

Im Jahre 1299 wurde der Ort erstmals urkundlich erwähnt, als der Markgraf Albrecht III. von Brandenburg dem Kloster Lehnin zur Gründung eines Zisterziensertochterklosters (Kloster Himmelpfort) u. a. Groß Thymen (Magna Thymen) und die Mühle schenkte, das heutige Altthymen. Das Dorf gehörte von 1314 bis 1440 kurzzeitig zu Mecklenburg.  Altthymen ist vermutlich schon seit der späten Bronzezeit besiedelt. Dies lässt zumindest der Fund eines Bronzeschwertes, das „Schwert von Altthymen“, im Jahre 1850 vermuten.
Altthymen ist seit der Eingemeindung am 26. Oktober 2003 ein Ortsteil der Stadt Fürstenberg/Havel.

## Bevölkerungsentwicklung
| Jahr | Einwohner |
| ---- | --------- |
| 1875 | 272       |
| 1890 | 277       |
| 1925 | 238       |
| 1933 | 223       |
| 1939 | 201       |

| Jahr | Einwohner |
| ---- | --------- |
| 1946 | 266       |
| 1950 | 519       |
| 1964 | 352       |
| 1971 | 286       |
| 1981 | 214       |

| Jahr | Einwohner |
| ---- | --------- |
| 1985 | 189       |
| 1989 | 179       |
| 1990 | 173       |
| 1991 | 165       |
| 1992 | 174       |

| Jahr | Einwohner |
| ---- | --------- |
| 1993 | 166       |
| 1994 | 153       |
| 1995 | 160       |
| 1996 | 148       |
| 1997 | 152       |

| Jahr | Einwohner |
| ---- | --------- |
| 1998 | 150       |
| 1999 | 137       |
| 2000 | 123       |
| 2001 | 121       |
| 2002 | 120       |

Gebietsstand des jeweiligen Jahres

## Kultur und Sehenswürdigkeiten
Sehenswert ist die Ruine der Backsteinkirche aus dem Jahre 1872, das Herrenhaus Gut Mühlenhof (heute „Haus Altthymen“) und das Waldschloss Dahmshöhe (heute „Haus Dahmshöhe“). Durch Altthymen fließt das Thymenfließ bzw. Mühlenfließ.
Die denkmalgeschützte Ruine der Dorfkirche entstand nach Plänen des großherzoglichen Baumeisters Friedrich Wilhelm Buttel. Das Dach des Kirchenschiffs ist zerstört. In der Kirchenruine ist ein kleiner Raum, der von der Stadt Fürstenberg/Havel als Außenstelle des Standesamtes genutzt wird.